# Джипси-панк
Джипси-панк (цыганский панк) — музыкальный жанр, сочетающий традиционную цыганскую музыку с панк-роком; поджанр фолк-панка. Одной из первых рок-групп, включивших в себя элементы панка и цыганской музыки, была Motherhead Bug, которая действовала в основном в начале 1990-х. Более широкая аудитория узнала об этом жанре после того, как группа Gogol Bordello выпустила альбом {Gypsy Punks: Underdog World Strike, фронтмен которого Евгений Гудзь назвал их выступление «цыганским панк-кабаре». Сам термин Gypsy Punk появился после выхода этого альбома.
Джипси-панк-группы обычно сочетают рок-биты и инструменты рока с более традиционными цыганскими инструментами, такими как барабаны, бубен, аккордеон, скрипка, труба и саксофон.

## Группы
Некоторые известые испольнители в жанре джипси-панк:
- Gogol Bordello
- Kultur Shock
- DeVotchKa
- Beirut